# فئة غواصات يو-10
غواصات فئة يو-10 واحدة من خمس غواصات أو يو بوت خدمت لدى البحرية النمساوية المجرية ((بالألمانية: Kaiserliche und Königliche Kriegsmarine)‏ خلال الحرب العالمية الأولى. تشبه هذه الفئة الغواصة الألمانية فئة يو بي1 التابعة البحرية الإمبراطورية الألمانية (بالألمانية: Kaiserliche Marine)‏ تم تجهيز الغواصتين الأوليتين وتسليمها إلى النمسا-المجر.
لم تحقق فئة يو-10 ككل نجاحًا كبيرًا في زمن الحرب، حيث أغرقت ثلاثة من هذه الغواصات إما سفينة واحدة أو لم تغرق أي سفينة مطلقا. وقد أغرقت غواصة واحدة فقط وهي يو-15 أكثر من 1.000 طن. من بين الغواصات الخمس من هذه الفئة، تم إغراق غواصة واحدة فقط وهي يو-16 خلال الحرب؛ أما الأربعة الباقيتينن فقد تم تسليمهم كتعويضات عن الحرب وتفككوا بحلول عام 1920.